# Плохово (дворянский род)
Плохово — русский столбовой дворянский род. В XVII веке фамилия склонялась и во множественном числе писалась Плоховы; в современном русском языке фамилия не склоняется (сродни Мертваго, Дурново).

## История рода
Восходит к началу XVII века. Богдан Степанович Плохово был воеводой на Белоозере (1658), его сын Леонтий Богданович Плохово — стольником и ближним стряпчим с ключом (1689). Он от государей и великих князей Ивана Алексеевича и Петра Алексеевича за верную службу, ратоборство, храбрость и охранения царского здоровья пожалован поместьем (1618).
Род Плохово внесён в VI ч. родословных книг Московской, Тверской и Ярославской губерний.

## Описание гербов
Согласно Общему Гербовнику: На щите, имеющем золотое поле, изображена корона и под оною красный лев с мечом, стоящий на задних лапах. Щит увенчан обыкновенным дворянским шлемом с дворянскою на нем короною. Намет на щите золотой, подложенный красным.
В Гербовнике Анисима Титовича Князева 1785 года имеется печать с гербом Алексея Андреевича Плохово, частично сходным с официально утвержденным гербом: щит имеющий овальную форму и серебряное поле, разделен горизонтальной и вертикальной чертой на четыре части. В первой части, выходящая из облака серая рука с мечом (польский герб Малая Погоня). Во второй части, пылающее красное сердце. В третьей части, стоящий на задних лапах золотой лев. В четвертой части — единорог (конь?). Дворянский шлем отсутствует. Сверху щита дворянская корона. Цветовая гамма намёта не определена. Справа и слева от щита по одному знамени и пушки: справа - одна, слева - две.

## Известные представители
- Плохово Афанасий — дьяк, воевода в Смоленске (1603—1605).
- Плохово Иван Сумарокович — московский дворянин (1640).
- Плохово Аким — дьяк (1658).
- Плохово Богдан Степанович — московский дворянин (1658—1677).
- Плохово Леонтий — воевода в Царицыне (1666—1669).
- Плохово, Леонтий Богданович — стряпчий (1640), стольник (1680—1686), стряпчий с ключом царя Ивана Алексеевича (1692)[3].
- Плохово Андрей Акимович — московский дворянин (1677—1692).
- Плоховы: Василии (большой и меньшой) Богдановичи — стольники (1686—1692).
- Плоховы: Иван Максимович, Иван Леонтьевич и Алексей Васильевич — стольники царицы Прасковьи Федоровны (1692).
- Плоховы: Пётр Иванович, Максим и Василий Богдановичи, Алексей Фёдорович — стряпчие (1676—1692).
- Плохово Пётр Акимович — московский дворянин (1692).
- Плоховы: Василии Богдановичи большой и меньшой, Фёдор Иванович — стольники (1692)[4][5].